# ملعب لاتشي
ملعب لاتشي هو ملعب متعدد الأغراض يقع في لاتش، ألبانيا. يستخدم حالياً في الغالب لمباريات كرة القدم ويستضيف المباريات البيتية لنادي لاتشي. يتسع لجلوس نحو 11,000 متفرج.